# Günter Fruhtrunk
Günter Fruhtrunk (ur. 1 maja 1923 w Monachium, zm. 12 grudnia 1982 tamże) – niemiecki malarz i grafik.
Studiował architekturę, studia przerwał z powodu powołania do wojska. Po II wojnie światowej studiował malarstwo, a w 1954 zamieszkał w Paryżu, gdzie uczył się m.in. u Fernanda Légera i Hansa Arpa. 
Tworzył obrazy abstrakcyjne, posługując się figurami geometrycznymi bez zaznaczenia głębi. Później ograniczył się do barwnych, kładzionych na przemian kolorowych pasów, które miały za zadanie utworzenie efektów optymalnych odchyleń i przecięć między liniami. W 1967 został profesorem w Monachium i od tej pory wystawiał zarówno w Niemczech i jak we Francji.